# Amorphophallus lunatus
Amorphophallus lunatus är en kallaväxtart som beskrevs av Wilbert Leonard Anna Hetterscheid och Sizemore. Amorphophallus lunatus ingår i släktet Amorphophallus och familjen kallaväxter. Inga underarter finns listade.